# Fort William (illa Robert)
El Fort William és un prominent penyal rocós de cim pla i 100 metres d'altura, que forma l'extrem nord-oest de la península Coppermine i l'illa Robert a les illes Shetland del Sud, Antàrtida. Marca a més l'entrada nord-oest de l'estret Anglés i forma el costat oest de l'entrada a la badia Carlota.

## Història i toponímia
La característica va ser anomenada pels caçadors de foques de principis del segle XIX que la van usar com un punt de referència per a ingressar a l'estret Anglés des del nord. Va rebre el nom de Fort Williams. El capità Robert Fildes va descriure el cap el 1820-1822 en la seva posició correcta. Un informe posterior seu (del 1829) va descriure al cap detalladament, però erròniament el va col·locar en el costat occidental de l'entrada a l'estret, a l'illa Greenwich. El Comitè de Topònims Antàrtics del Regne Unit va corregir la ubicació del lloc.
Prèviament, el personal de Recerques Discovery, que va cartografiar la zona el 1935, li va col·locar el nom de cap Morris, que va romandre en les toponímies antàrtiques de l'Argentina i Xile.

## Zona especialment protegida
Com a part de la península Coppermine, integra la zona antàrtica especialment protegida ZAEP-112 "Península Coppermine, illa Robert, illes Shetland del Sud", a proposta de Xile. La Zona va ser primer designada Zona Especialment Protegida (ZEP) número 16 el 1970 i el seu primer pla de gestió va ser aprovat el 1991. Va adquirir el seu estatus actual el 2002.

## Reclamacions territorials
L'argentina inclou a l'illa Robert al departament Antàrtida Argentina dins de la província de Terra del Foc, Antàrtida i Illes de l'Atlàntic Sud; per a Xile forma part de la comuna Antàrtica de la província Antàrtica Xilena dins de la Regió de Magallanes i de l'Antàrtica Xilena; i per al Regne Unit integra el Territori Antàrtic Britànic. Les tres reclamacions estan subjectes a les disposicions del Tractat Antàrtic.
Nomenclatura dels països reclamants: 
- l'Argentina: cap Morris[7][8]
- Xile: cap Morris[9]
- Regne Unit: Fort William[4]